# Родригис Алвис (Акри)
Родригис Алвис (на португалски: Rodrigues Alves) е град – община в Бразилия, в западната част на щата Акри. Общината е част от икономико-статистическия микрорегион Крузейру ду Сул, мезорегион Вали ду Журуа.

## География
Населението ѝ към 2010 г. е 14 334 души, а територията ѝ е 3304 km² (3,8 д./km²).
Граничи на юг с Перу, на изток с община Крузейру ду Сул и на запад с община Мансиу Лима.